# Australia II

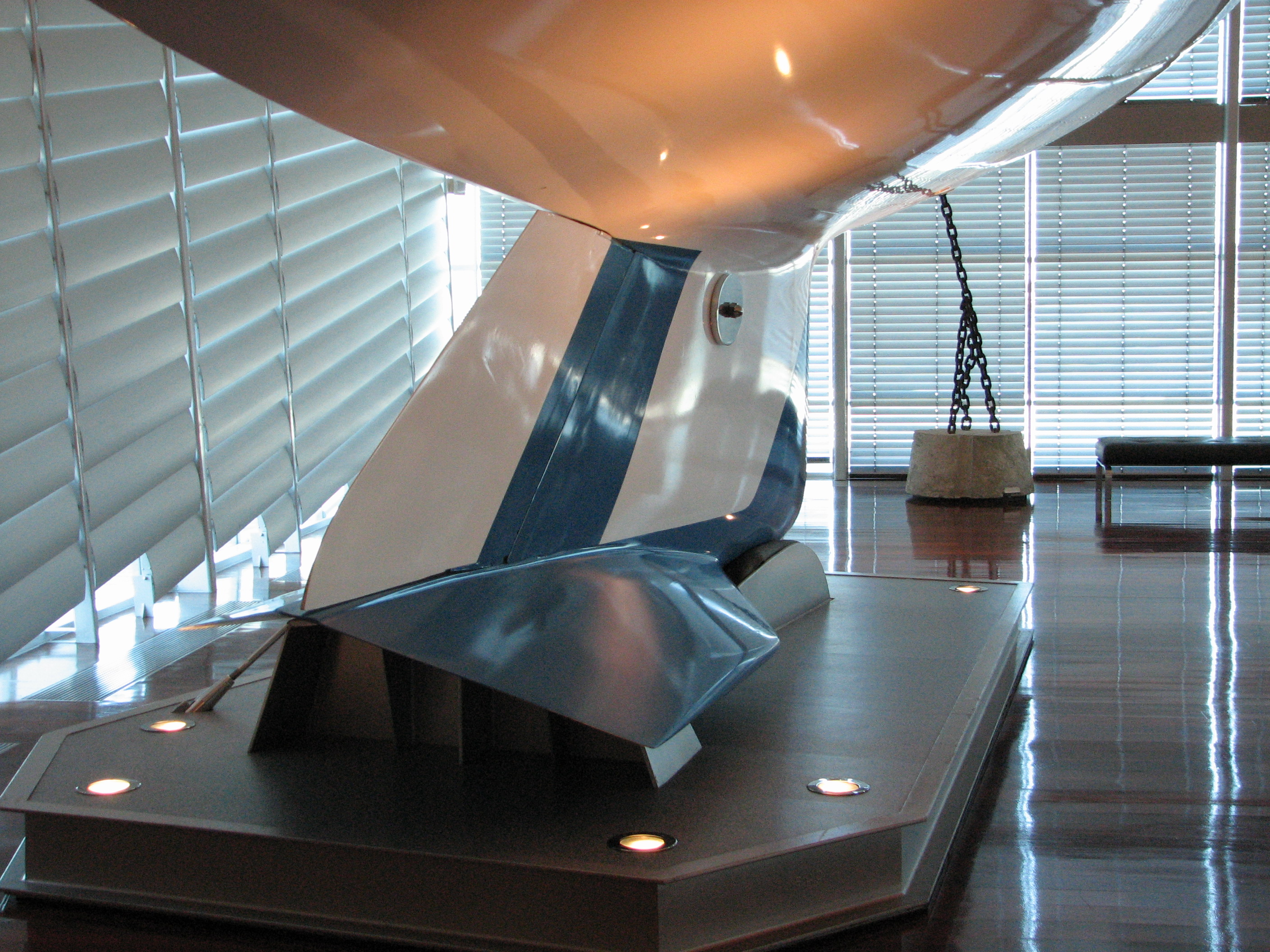
La peculiar quilla con alas del "Australia II".

Australia II es el yate con el número de vela distintivo KA 6 de la clase 12 metros que ganó la Copa América de 1983. Previamente había ganado la Copa Louis Vuitton. Actualmente está expuesto en el Western Australian Maritime Museum de Victoria Quay, en Fremantle (Australia).
Navegó bajo pabellón australiano y grímpola del Real Club de Yates de Perth.
Fue el barco que arrebató la Copa América al Club de Yates de Nueva York tras 132 años de victorias consecutivas de los neoyorkinos.
Fue diseñado por Ben Lexcen para su armador, Alan Bond, y construido por el astillero Steve E. Ward & Co. en Perth.
Su característica principal es una novedosa quilla con alas.

## Curiosidades
- Utilizó una bandera verde con el canguro boxeador amarillo y guantes rojos que acabó siendo utilizada por el equipo olímpico australiano.
- La canción Down Under, de Men at Work, fue su himno oficial.
- El yate "Boomerang" de la película La fuerza del viento imita al "Australia II" en la realidad.